# دووگوپوله دولنه
دووگوپوله دولنه (به لهستانی:  Długopole Dolne) یک روستا در لهستان است که در گمینا بستژتسا کووزکا واقع شده‌است.